# Grimmia funalis
Grimmia funalis là một loài Rêu trong họ Grimmiaceae. Loài này được (Schwägr.) Bruch & Schimp. mô tả khoa học đầu tiên năm 1845.